# Süd-Nilandhe-Atoll
Das Süd-Nilandhe-Atoll, offizieller Name Nilandhé Atoll Dhekunuburi, mit der Thaana-Kurzbezeichnung ދ (Dhaalu), ist ein Atoll in der westlichen Inselkette der Malediven. Das geographische Atoll ist deckungsgleich mit dem Verwaltungsatoll (Provinz) Dhaalu.

## Geographie
Das Süd-Nilandhe-Atoll liegt sechs Kilometer südlich des Nord-Nilandhe-Atolls (Provinz Faafu) und 17,8 km nördlich des Kolhumadulu-Atolls. Von der maledivischen Hauptstadt Malé ist das Atoll etwa 140 km entfernt.
Das Atoll erstreckt sich von Nord nach Süd über 38 km, von West nach Ost über 23 km. Die Gesamtfläche beträgt 736,46 km². Davon entfallen 179,40 km² auf Rifffläche und nur 4,40 km² (440 Hektar) auf die Landfläche der insgesamt 46 Inseln, von denen heute nur noch sieben dauerhaft bewohnt und zwei weitere (Meedhuffushi und Velavaru) als Touristeninsel (Resort) klassifiziert sind. 2006 hatte das Atoll 4720 Einwohner.
Auf dem südlichen Riffkranz liegt die Hauptinsel Kudahuvadhoo.

## Inseln
| Inselname           | Aliasname | Typ                | Koordinaten           | Fläche Hektar | Einwohner 2006 |
| ------------------- | --------- | ------------------ | --------------------- | ------------- | -------------- |
| Meedhuffushi        |           | unbewohnt (Resort) | 03° 00′ N, 073° 00′ O | 5,8           | –              |
| Meedhoo             |           | bewohnt            | 03° 00′ N, 073° 00′ O | 10,7          | 919            |
| Velavaru            |           | unbewohnt (Resort) | 02° 59′ N, 073° 01′ O | 6,9           | –              |
| Udhdhoo             |           | unbewohnt          | 02° 58′ N, 072° 59′ O | 9,6           | –              |
| Faandhoo            |           | unbewohnt          | 02° 58′ N, 072° 57′ O | 5,4           | –              |
| Lhohi               |           | unbewohnt          | 02° 57′ N, 072° 59′ O | 6,6           | –              |
| Maagau              |           | unbewohnt          | 02° 57′ N, 072° 55′ O | 6,7           | –              |
| Bandidhoo           |           | bewohnt            | 02° 56′ N, 072° 59′ O | 24,6          | 578            |
| Aluvifushi          |           | unbewohnt          | 02° 56′ N, 072° 58′ O | 3,7           | –              |
| Ribudhoo            | Rinbudhoo | bewohnt            | 02° 55′ N, 072° 54′ O | 18,3          | 207            |
| Kannefaru           |           | unbewohnt          | 02° 55′ N, 073° 02′ O | 1,8           | –              |
| Dhoores             |           | unbewohnt          | 02° 55′ N, 072° 53′ O | 8,4           | –              |
| Vommuli             |           | unbewohnt          | 02° 55′ N, 072° 52′ O | 9,4           | –              |
| Hudufushifinolhu    |           | unbewohnt          | 02° 54′ N, 072° 54′ O | 0,4           | –              |
| Maadheli            |           | unbewohnt          | 02° 53′ N, 072° 50′ O | 23,3          | –              |
| Maalefaru           |           | unbewohnt          | 02° 53′ N, 073° 02′ O | 1,3           | –              |
| Hulhudheli          |           | bewohnt            | 02° 52′ N, 072° 51′ O | 18,6          | 566            |
| Hulhuveli           |           | unbewohnt          | 02° 51′ N, 073° 01′ O | 5,0           | –              |
| Bhulalafushi        |           | unbewohnt          | 02° 49′ N, 073° 02′ O | 1,7           | –              |
| Gemendhoo 1)        |           | unbewohnt          | 02° 48′ N, 073° 02′ O | 3,0           | 0              |
| Naibukaloabodufushi |           | unbewohnt          | 02° 46′ N, 073° 01′ O | 5,4           | –              |
| Thilabolhufushi     |           | unbewohnt          | 02° 45′ N, 073° 01′ O | 4,8           | –              |
| Minimasgali         |           | unbewohnt          | 02° 45′ N, 072° 53′ O | 5,7           | –              |
| Vaanee              |           | bewohnt            | 02° 44′ N, 073° 00′ O | 11,7          | 211            |
| Hiriyafushi         |           | unbewohnt          | 02° 43′ N, 072° 59′ O | 9,1           | –              |
| Issari              |           | unbewohnt          | 02° 42′ N, 072° 59′ O | 2,4           | –              |
| Vaalia              |           | unbewohnt          | 02° 42′ N, 072° 53′ O | 2,1           | –              |
| Maaeboodhoo         |           | bewohnt            | 02° 42′ N, 072° 58′ O | 20,4          | 600            |
| Kedhigadu           |           | unbewohnt          | 02° 42′ N, 072° 51′ O | 5,7           | –              |
| Maafushi            |           | unbewohnt          | 02° 41′ N, 072° 52′ O | 11,0          | –              |
| Olhuveli            |           | unbewohnt          | 02° 41′ N, 072° 56′ O | 9,2           | –              |
| Embudhoofushi       |           | unbewohnt          | 02° 41′ N, 072° 56′ O | 12,9          | –              |
| Kudahuvadhoo        |           | bewohnt            | 02° 40′ N, 072° 54′ O | 71,2          | 1.639          |
| Ayyukaloahuraa      |           | unbewohnt          | ...                   | ...           | –              |
| Bodufushi           |           | unbewohnt          | ...                   | ...           | –              |
| Dhebaidhoo          |           | unbewohnt          | ...                   | ...           | –              |
| Fenaruvaahuraa      |           | unbewohnt          | ...                   | ...           | –              |
| Fenfushi            |           | unbewohnt          | ...                   | ...           | –              |
| Fenmeeruhuraa       |           | unbewohnt          | ...                   | ...           | –              |
| Gahadhiffushi       |           | unbewohnt          | ...                   | ...           | –              |
| Hasannalaafushi     |           | unbewohnt          | ...                   | ...           | –              |
| Hinaidhoo           |           | unbewohnt          | ...                   | ...           | –              |
| Kiraidhoo           |           | unbewohnt          | ...                   | ...           | –              |
| Maavarufinolhu      |           | unbewohnt          | ...                   | ...           | –              |
| Mathidhebaidhoo     |           | unbewohnt          | ...                   | ...           | –              |
| Medhurah            |           | unbewohnt          | ...                   | ...           | –              |
| Olhufushi           |           | unbewohnt          | ...                   | ...           | –              |
| Sarakafushi         |           | unbewohnt          | ...                   | ...           | –              |
| Sathaaraa           |           | unbewohnt          | ...                   | ...           | –              |
| Thabalhaidhoo       |           | unbewohnt          | ...                   | ...           | –              |
| Thinhuraa           |           | unbewohnt          | ...                   | ...           | –              |
| Vaaliahohi          |           | unbewohnt          | ...                   | ...           | –              |

1)  Gemendhoo wurde nach dem Tsunami am 26. Dezember 2004 vollständig evakuiert. Die meisten Einwohner siedelten auf die Hauptinsel Kudahuvadhoo um. Gleichwohl wird Gehemdhoo noch als bewohnte Insel klassifiziert.